# Ateliers lapidaires impériaux russes
 (mai 2025).
Les ateliers lapidaires impériaux, ou encore manufactures lapidaires imperiales, était des ateliers de production de pierre semi-précieuse pour les d’arts décoratifs au service de la cour à l’époque de l’Empire russe.

## Histoire
Fondée par l’empereur Pierre Ier le Grand de retour de sa visite en France en 1717, ces ateliers coïncident avec les découvertes et le début de la prospection minéralogique de l’Oural et de la Sibérie. En activité principalement de la deuxième moitié du XVIIIe siècle et du XIXe siècle, il se développèrent encore sous la direction d’Alexandre Stroganov à partir de 1800 et ce jusqu’à sa mort en 1811. Ces ateliers s’appuient sur les sites de productions locaux, qui fournissaient de nombreuses pierre semi-précieuses, dont le Jaspe, la rhodonite, le lapis-lazuli, la nephrite et la malachite. Ces ateliers fournirent la cour de Saint-Pétersbourg et sont l’origine de plusieurs innovations dont la  mosaïque russe de marqueterie lapidaire pour mettre en valeur la malachite.
Les changements engendrés par la Première guerre mondiale et la révolution d’Octobre conduisent à la fermeture des ateliers impériaux au début du XXe siècle.

## Ateliers principaux
- Atelier lapidaire de Peterhof (ru), fondée en 1721 à proximité de la résidence impériale.
- Atelier lapidaire d'Iekaterinbourg, fondée en 1751 dans l’Oural. Cet atelier devient par la suite la Manufacture de gemme russe.
- Usine de taille de pierre de Kolyvan (ru), fondée en 1786 dans les montagnes de l’Altaï.